# Liste des accidents ferroviaires en France en 1902
Pour des articles plus généraux, voir Liste des accidents ferroviaires en France, Liste des accidents ferroviaires en France au XXe siècle et Liste des accidents ferroviaires en France dans les années 1900.
La liste des accidents ferroviaires en France en 1902 est une liste non exhaustive, chronologique.

## Mai
- 6 mai 1902 - Vers 14 heures 45, près de Moyenneville (Oise), l'une après l'autre, les voitures d'un train de 500 pèlerins belges en provenance de Mouscron et à destination de Lourdes, empruntant la ligne secondaire d'Amiens à Compiègne par Montdidier, se renversent alors que la machine continue à les tirer. Des véhicules éparpillés et disloqués, on tirera huit morts et une trentaine de blessés graves[1].

## Juin
- 12 juin 1902 - À 8 heures 20, en gare de Marsat, sur la ligne du chemin de fer d'intérêt local à voie étroite de Riom à Volvic, la chaudière de la locomotive d'un train de voyageurs explose, tuant mécanicien et chauffeur. L'unique voyageur du train est indemne[2].

## Juillet
- 8 juillet 1902 - Vers 16 heures, sur la ligne Rouen-Dieppe, en gare de Longueville-sur-Scie, cinq employés d'un marchand de chevaux parisien manœuvrent à la main sur la voie principale un wagon-écurie devant être accroché au prochain train pour Paris lorsque survient un rapide se dirigeant vers Dieppe, dont la locomotive déraille après avoir heurté l'obstacle, tuant l'un des manutentionnaires et en blessant grièvement un autre[3].
- 20 juillet 1902 - Vers 23 heures, à l'entrée en gare des Aubrais, l'express Paris-Toulouse déraille sur un aiguillage, sans doute abordé à une vitesse excessive compte tenu de l'état de la voie. La locomotive et sept voitures quittent les rails. Le chauffeur est tué, le mécanicien et huit voyageurs sont blessés[4].
- 27 juillet 1902 - Sur le réseau des tramways de Bordeaux, au Haillan, un convoi de la ligne allant de Bordeaux à Saint-Médard-en-Jalles déraille, la dernière voiture s'en détache et, dépourvue de frein, dévale une pente au milieu de la foule rassemblée à l'occasion de la fête locale, tuant une personne et en blessant mortellement une autre[5].

## Août
- 10 août 1902- Sur la ligne Mézières-Charleville-Hirson, à un kilomètre de la gare de Signy-le-Petit, un express pour Lille déraille et se renverse, sans doute à la suite d'un écartement des rails. D'une voiture complètement écrasée on tirera trois morts et une vingtaine de blessés, appartenant pour la plupart à une fanfare se rendant à un concours musical à Lille[6].

## Septembre
- 27 septembre 1902 - Sur la ligne à voie unique Lille-Cambrai, une dizaine de kilomètres après Douai, vers 8 heures 30 en gare d'Arleux, l'express Lille-Dijon (couramment appelé "le Dijonnais"), aiguillé par erreur sur une voie de garage en réfection, déraille, se renverse et se disloque. Seule la dernière voiture reste intacte. Parmi les 95 voyageurs du train, l'accident fera 21 morts et une soixantaine de blessés dont cinq succomberont par la suite ; il fera aussi une victime indirecte, puisque le père d'une des voyageuses blessées décèdera d'une attaque en apprenant la nouvelle[7]. Après enquête, six agents de la compagnie des chemins de fer du Nord seront inculpés, et le 27 décembre suivant, le tribunal correctionnel de Douai en relaxera trois et condamnera l'aiguilleur et le chef de la gare d'Arleux à des peines de prison et d'amende et le chef de district responsable des travaux à une amende[8].

## Octobre
- 9 octobre 1902 - Sur la ligne Paris-Toulouse, en gare de Saint-Sébastien, vingt wagons d'un train de marchandises en manœuvre partent en dérive dans la rampe descendant de La Souterraine à Argenton-sur-Creuse, et viennent percuter à six heures le convoi suivant, près de la gare de Celon, tuant ses mécanicien et chauffeur et blessant son chef de train. Presque à la même heure, à la suite d'une rupture d'attelage peu après la gare d'Uzerche, les trente et un derniers wagons d'un train de marchandises allant de Brive à Limoges partent eux aussi en dérive dans la pente, et parcourent une dizaine de kilomètres jusqu'à la gare de Vigeois, où on provoque leur déraillement en les aiguillant sur une voie de garage. La perturbation du trafic provoquée par cet accident causera la mort d'un cheminot, tué par un train de voyageurs circulant à contrevoie[9].
- 16 octobre 1902 - Vers 10 heures, sur la ligne Bordeaux-Périgueux, à quelques kilomètres de Périgueux, en gare de La Cave, endroit où la voie, double jusque-là, redevient unique, un train pour Bordeaux prend en écharpe sur l'aiguille d'accès à ce tronçon les dernières voitures du train de sens contraire Coutras-Périgueux qui ne l'ont pas encore complètement dégagé. La collision fait un mort et une trentaine de blessés dont cinq très graves[10].

## Novembre
- 4 novembre 1902 - À la bifurcation de Bazoches-sur-Vesles, près de Fismes, à 9 heures 38, un omnibus allant de Reims à Soissons est pris en écharpe par une machine haut-le-pied venant de la ligne de Paris par La Ferté-Milon, dont le mécanicien a brûlé un signal d'arrêt, à ce qu'il semble fermé trop tardivement. La collision fait douze blessés, dont l'un décèdera le lendemain[11].
- 23 novembre 1902 - Vers 8 heures, sur la ligne à voie unique de Fécamp à Dieppe, dans un épais brouillard, entre Saint-Pierre-le-Viger et Luneray, un train de voyageurs pour Dieppe percute de front un train de betteraves allant vers Fécamp. Les deux mécaniciens, un chauffeur et un conducteur-chef[12] sont tués, l'autre chauffeur, un autre conducteur-chef, un garde-frein et une douzaine de voyageurs sont blessés[13].

## Décembre
- 16 décembre 1902 - Sur la ligne d'Angers à Noyant-Méon du réseau à voie métrique de la Compagnie des chemins de fer de l'Anjou, vers 15 heures 30, à la sortie de la gare de Cornillé-Bauné, un train pour Angers déraille. Le tender écrase la machine, dont le chauffeur est tué sur le coup, et le mécanicien mortellement blessé[14].
- 29 décembre 1902 - Peu avant l'entrée en gare de Saint-Pol-sur-Ternoise, sur la ligne de Fives à Abbeville, vers 9 heures, la locomotive et les quatre premières voitures d'un train de voyageurs venant de Bully-Grenay par Brias déraillent. Le mécanicien est tué, le chauffeur et trois voyageurs sont blessés[15].